# Songhai (groupe)
Pour les articles homonymes, voir Songhai.
Songhai est un groupe international composé du groupe espagnol de flamenco Ketama, du joueur de kora malien Toumani Diabaté et du bassiste britannique Danny Thompson. Actif dans les années 1980 et 1990, le groupe compte deux albums, Songhai (1988) et Songhai 2 (1994), tous deux coproduits par Joe Boyd.

## Histoire
En octobre 1987, Ketama donne cinq concerts à Londres, où ils rencontrent Toumani Diabaté et la musicologue et productrice Lucy Durán, qui les encouragent à travailler ensemble. Après avoir improvisé avec Diabaté, ils se produisent ensemble dans un club londonien et acceptent d'enregistrer un album pour le label Hannibal de Joe Boyd. L'album est enregistré en avril 1988 à Madrid, avec un noyau dur composé de Diabaté, des quatre membres de Ketama - Juan Carmona (guitare), José Soto (chant, guitare), Antonio Carmona (percussions, chant), et José Miguel Carmona (percussions, chant) - et Danny Thompson (basse), avec des chœurs supplémentaires de Diaw Kouyate et Djanka Diabate du groupe de Mory Kanté.
L'album est bien accueilli comme une fusion réussie de styles musicaux différents mais apparentés, mais la suite est retardée de six ans. Le groupe qui se réunit pour Songhai 2 en 1994 était essentiellement le même que pour le premier album, bien qu'à cette époque Soto travaillait en tant qu'artiste solo plutôt qu'en tant que membre de Ketama, et Thompson n'apparaissait que sur trois des titres. L'album comprend également le bassiste Javier Colina et les musiciens maliens Kassemady (chant), Kélétigui Diabaté (balafon) et Basekou Kouyate (ngoni).

## Discographie

### Albums
- 1988 : Songhai (Nuevos Medios)
- 1994 : Songhai 2 (Nuevos Medios)

### Contribution
- 1997 : The Rough Guide to Flamenco (World Music Network)